# 圖庫皮塔市

9°03′25″N 62°02′59″W / 9.05694°N 62.04972°W
圖庫皮塔市（西班牙語：Municipio Tucupita），是委內瑞拉的一個市，位於該國東部阿馬庫羅三角洲州，首府設於圖庫皮塔，始建於1848年，面積10,996平方公里，2007年人口93,368，人口密度為每平方公里8.5人。